# Jean Bréasson
Jean Bréasson, né le 24 juillet 1848 à Lyon et mort le 11 février 1927 à Paris, est un architecte français.

## Biographie
Jean Bréasson étudie à l'École des beaux-arts de Lyon où il suit notamment les cours de Louvier puis à l'école des beaux-arts de Paris de 1869 à 1872.

## Réalisations
Bréasson a contribué à la construction de plusieurs édifices, :
- hôtel de ville de Neuilly-sur-Seine en 1880 ;
- hôtel de ville de Pantin en 1881 ;
- palais de justice de Meaux en 1883 ;
- école normale d'Auxerre en 1883 ;
- école normale de Parthenay en 1884 ;
- hôtel de ville de Suresnes en 1887-1889[4] ;
- hôtel de ville de Château-Thierry en 1893 ;
- statue du poète Joséphin Soulary à Lyon, en collaboration avec Auguste Suchetet en 1894 ;
- rectorat de l'université Saint-Clément-d'Ohrid de Sofia (Bulgarie) ;
- agrandissement et reconstruction de l'hôtel de ville de Versailles en 1897.

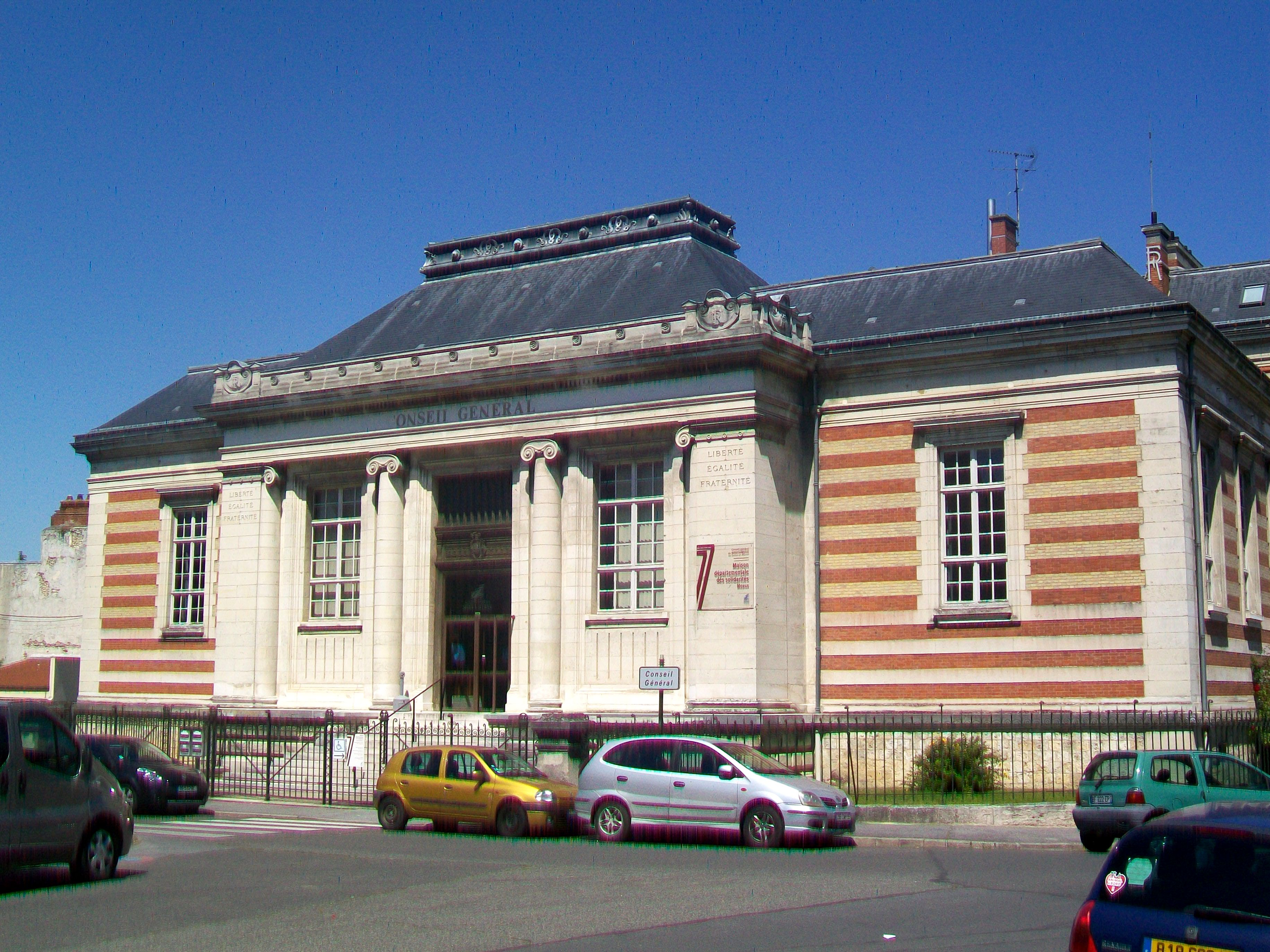
Palais de justice de Meaux.
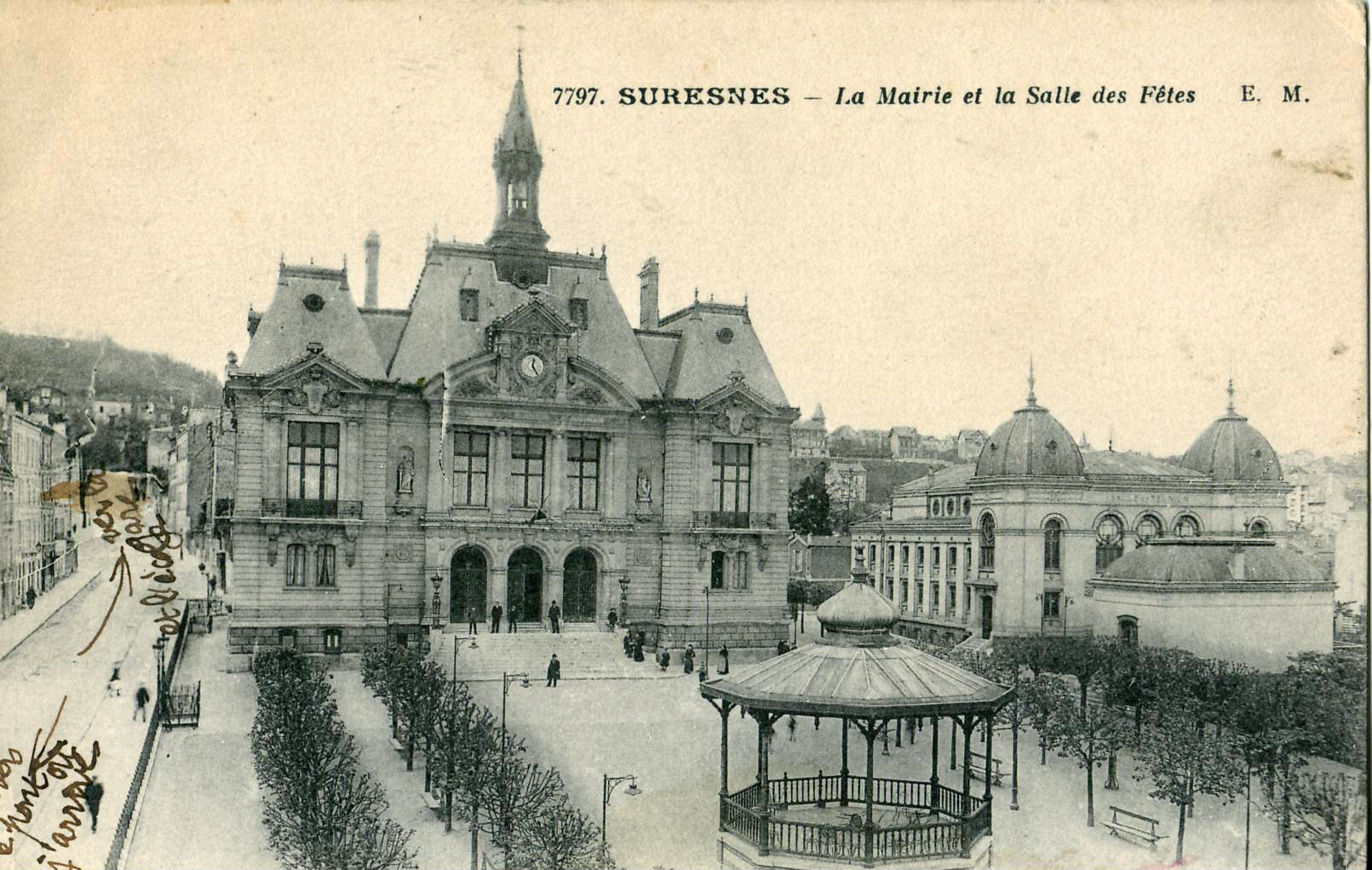
Hôtel de ville de Suresnes.
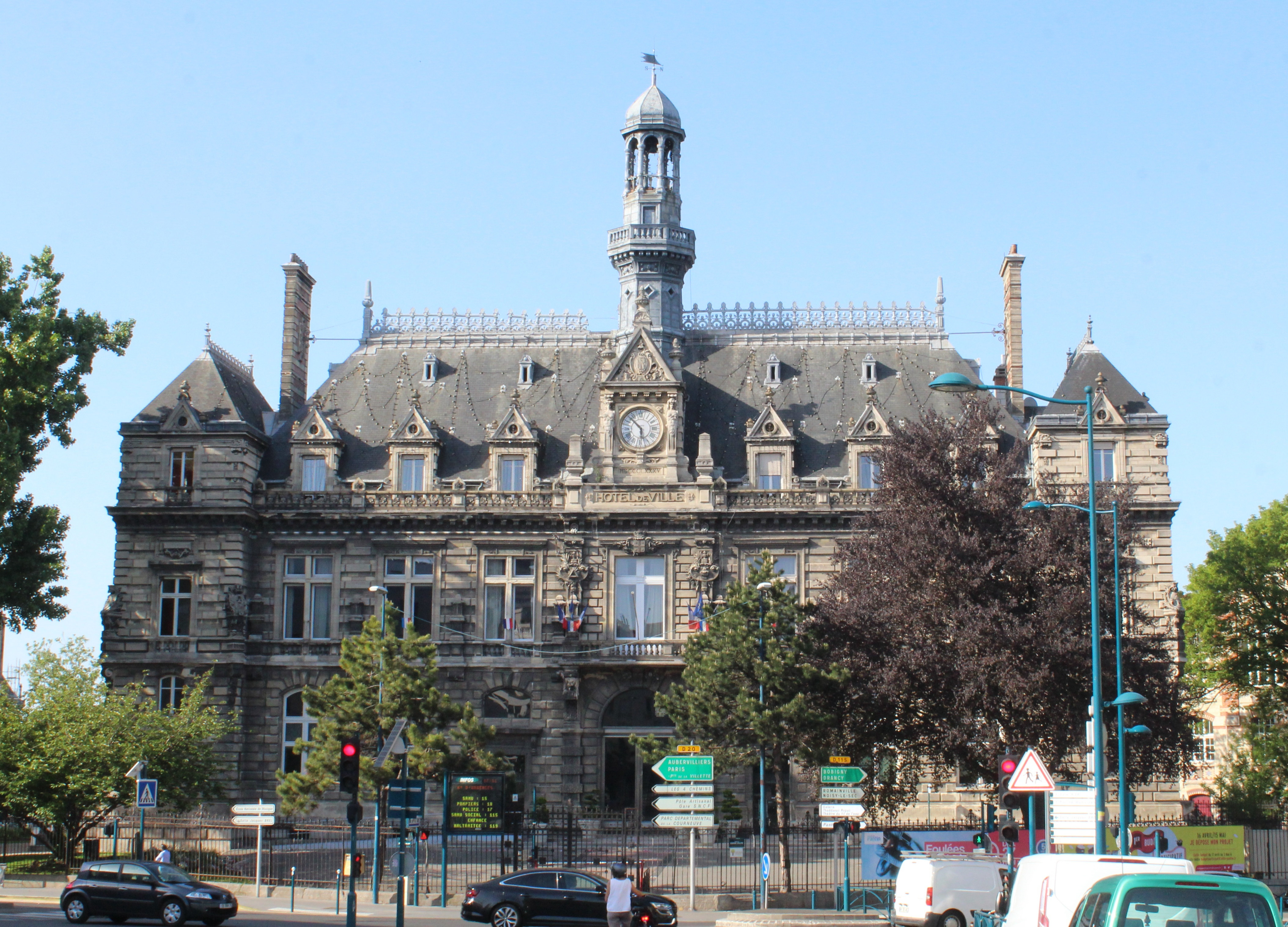
Hôtel de ville de Pantin.
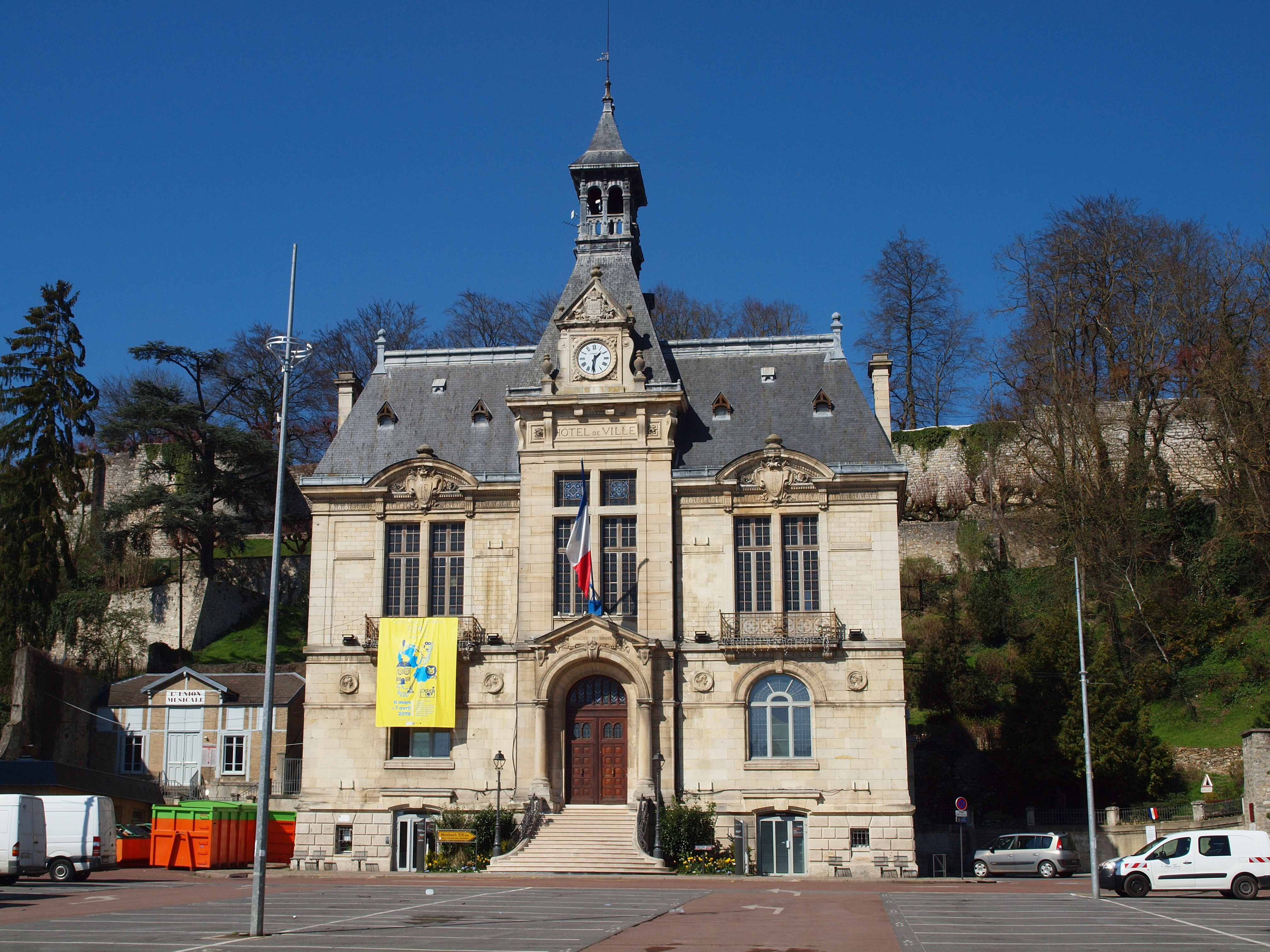
Hôtel de ville de Château-Thierry.

## Distinctions
- Deuxième Prix de Rome en architecture en 1875 ;
- Membre de la société centrale des architectes[3].